# Ditellurure de molybdène
Le ditellurure de molybdène, ou simplement tellurure de molybdène, est un composé chimique de formule MoTe2. C'est un dichalcogénure de métal de transition (TMD) semiconducteur.

## Structure
Il cristallise à température ambiante dans le système hexagonal (forme α 2H-MoTe2) selon le groupe d'espace P63/mmc (no 194), semblable à celui du disulfure de molybdène MoS2, avec comme paramètres cristallins a = 351,9 pm et c = 1 396,4 pm pour une masse volumique de 7,78 g/cm3. Chaque atome de molybdène est entouré par six atomes de tellure formant un prisme trigonal dans lequel les atomes de molybdène et de tellure sont séparés par 273 pm. Les atomes de molybdène forment une sous-couche prise en sandwich entre deux sous-couches d'atomes de tellure, et ces trois sous-couches forment un feuillet épais de 697 pm qui se répète dans le cristal. Deux feuillets adjacents sont unis par des liaisons de van der Waals entre atomes de tellure.
Aux températures supérieures à 900 °C, le ditellurure de molybdène cristallise dans le système monoclinique β 1T-MoTe2 selon le groupe d'espace P21/m (no 11) avec pour paramètres cristallins a = 633 pm, b = 346,9 pm, 
c = 1 386 pm et β = 93° 55’. Il est possible de tremper le β-MoTe2 jusqu'à température ambiante, cette forme métastable pouvant subsister en-dessous de 500 °C. Par refroidissement de cette forme métastable en-dessous de −20 °C, le réseau cristallin passe dans le système orthorhombique pour donner une forme dite β’-MoTe2, parfois nommée improprement Td. La forme α est diamagnétique tandis que la forme β est paramagnétique. La transition de phase α ⟶ β du MoTe2 se produit à 820 °C, mais une déplétion en tellure de 5 % porte cette température à 880 °C. 

## Production
Le tellurure de molybdène peut être obtenu en chauffant sous vide à 1 100 °C un mélange de molybdène et de tellure dans les proportions appropriées. Il est également possible de procéder par dépôt chimique en phase vapeur (CVD) en vaporisant molybdène et tellure dans du brome Br2 gazeux avant d'être déposés sur un substrat. L'utilisation du brome donne un dopage n tandis que l'utilisation du tellure donne un dopage p. La stœchiométrie du tellurure de molybdène est légèrement déficiente en tellure, à moins de l'ajouter en excès pendant sa production. La proportion de tellure varie de 1,97 à 2,00. L'excès de tellure déposé lors de la formation du matériau peut être dissous avec de l'acide sulfurique H2SO4.
Le recuit d'un film de molybdène dans une atmosphère de tellure entre 850 et 870 K pendant plusieurs heures donne une fine couche de tellurure de molybdène. On peut obtenir la forme amorphe par réaction sonochimique de l'hexacarbonyle de molybdène Mo(CO)6 avec du tellure dissous dans de la décaline. On peut également procéder par dépôt électrochimique à partir d'une solution d'acide molybdique H2MoO4 et de dioxyde de tellure TeO2 par exemple sur de l'acier inoxydable ou de l'oxyde d'indium-étain. La tellurisation par dépôt chimique en phase vapeur (CVD) à 650 °C d'une couche mince de molybdène conduit à la forme α hexagonale semiconductrice 2H-MoTe2 tandis que l'utilisation d'une couche mince de trioxyde de molybdène MoO3 conduit dans les mêmes conditions (650 °C) à la forme β monoclinique semimétallique 1T’-MoTe2.

## Propriétés
Le tellurure de molybdène pulvérulent est noir, tandis que les couches minces ne dépassant pas 500 nm d'épaisseur laissent passer une lumière rouge, les couches encore plus minces apparaissant orange voire transparentes. La limite d'absorption se situe autour de 672 nm, les longueurs d'onde inférieures étant fortement atténuées ; cette limite se situe à 646,5 nm à 77 K, ce qui correspond au rouge profond.
MoTe2 réfléchit environ 43 % dans l'infrarouge avec un pic à 234,5 cm−1 et un minimum à 245,8 cm−1. Les raies d'absorption deviennent plus étroites à mesure que la température baisse. À 77 K, les pics d'absorption se trouvent à 1 141 eV, 1 230 eV, 1 489 eV, 1 758 eV, 1 783 eV, 2 049 eV, 2 523 eV, 2 578 eV et 2 805 eV. Les excitons A et B ont des niveaux d'énergie respectivement à 1,10 eV et 1,48 eV, avec donc une différence de 0,38 eV.
Le tellurure de molybdène massif est semiconducteur à gap indirect de 0,88 eV avec également un gap direct de 1,02 eV. La bande interdite indirecte s'élargit cependant à mesure qu'on affine la couche de MoTe2 pour tendre vers un matériau bidimensionnel, de sorte qu'une monocouche ou une bicouche de MoTe2 est un matériau à gap direct. La bande interdite est réduite dans le tellurure de molybdène déficient en tellure de 0,97 à 0,5. Le travail de sortie vaut 4,1 eV.
L'α-MoTe2 hexagonal massif de type n a une conductivité électrique de 8,3 S/cm avec 5 × 1017 électrons mobiles par centimètre cube tandis que le type p a une conductivité électrique de 0,3 S/cm et une concentration de trous de 3,2 × 1016 cm−3. La conductivité électrique est maximum aux environs de 235 K, diminuant lentement quand la température décroît, ainsi que quand elle croît mais avec un minimum vers 705 K, température au-dessus de laquelle la conductivité électrique croît à nouveau avec la température. La résistivité du β-MoTe2 monoclinique est de l'ordre de 2 × 10−3 Ω cm quand celle de l'α-MoTe2 est d'environ 2 × 103 Ω cm, ce qui dénote une nature bien plus métallique. Les atomes de molybdène sont plus proches les uns des autres dans la forme β, ce qui favorise la circulation des électrons par recouvrement dans la bande de conduction. À température ambiante, la résistivité du β-MoTe2 vaut 3,28 × 10−4 Ω cm. Le β’-MoTe2 orthorhombique a une résistance 10 % inférieure à celle du β-MoTe2 monoclinique, avec une hystérèse autour du point de transition vers 250 K. La résistance décroît à peu près linéairement quand la température décroît. À 180 K, on observe une résistivité de 2,52 × 10−4 Ω cm, tandis qu'à 0,12 K, le matériau devient supraconducteur. Dans la mesure où cette structure cristalline brise la symétrie d'inversion, il présente une ferroélectricité qui peut être couplée à sa supraconductivité, ce qui a par exemple permis de créer un commutateur supraconducteur en tellurure de molybdène,.

## Réactions
Le tellurure de molybdène s'oxyde progressivement dans l'air pour former du dioxyde de molybdène MoO2. À des températures élevées, l'oxydation du MoTe2 donne du Te2MoO7 et du TeMo5O16. L'oxydation produit également du trioxyde de molybdène MoO3, du tellure et du dioxyde de tellure TeO2. 
Lorsqu'il est fortement chauffé, le MoTe2 laisse échapper des vapeurs de tellure en laissant une phase solide de plus en plus déficiente en tellure jusqu'à obtenir du Mo2Te3. Ce changement perturbe les expériences car les propriétés du matériau sont très sensibles à la teneur en tellure ainsi qu'à la température. La pression de vapeur saturante de Te2 en présence de MoTe2 chauffé est approchée par log10 P ≈ 8,398 − 11790/T, la pression P étant exprimée en bars et la température T en kelvins. Le Mo2Te3 chauffé libère également de la vapeur de Te2 sous un pression partielle approchée par log10 P ≈ 5,56 − 9879/T jusqu'à ne laisser que du molybdène métallique. 
Les feuillets d'α-MoTe2 peuvent être séparés et dispersés dans l'eau avec du cholate de sodium comme tensioactif et une sonication, ce qui donne une suspension vert olive. Le ditellurure de molybdène est hydrophobe mais le tensioactif recouvre sa surface avec la partie lipophile de sa molécule.
Des métaux alcalins tels que le lithium sont susceptibles de former des composés d'insertion dans les feuillets d'α-MoTe2. Cela permet d'envisager l'utilisation de ce matériau comme électrode dans un accumulateur lithium-ion. L'intercalation peut aller jusqu'au Li1,6MoTe2 ; ce matériau présente des figures de diffraction aux rayons X semblables à l'α-MoTe2.